# 244
Cette page concerne l'année 244  du calendrier julien. Pour l'année 244 av. J.-C., voir 244 av. J.-C. Pour le nombre 244, voir 244 (nombre).
L'année 244 est une année bissextile qui commence un lundi.

## Événements
- 11 février (entre le 13 janvier et le 14 mars[1]) : Chahpuhr Ier repousse l’empereur Gordien III sur l’Euphrate à Misikhé (Mesiche ou Misiche, nommé par les Perses Pérôz-Shâhpuhr après leur victoire, aujourd'hui Al-Anbar)[2]. L’empereur romain Gordien III le Jeune (19 ans) est tué dans la bataille, probablement par ses propres soldats[3].
- Avant le 14 mars[1] : le préfet du prétoire Philippe l'Arabe est proclamé empereur romain (fin de règne en 249). Il traite immédiatement avec Chahpuhr Ier, lui verse une rançon et abandonne le protectorat romain sur l’Arménie au profit des Sassanides, mais conserve la Mésopotamie romaine. Philippe remonte l’Euphrate, et dresse un cénotaphe au sud de Circesium à la mémoire de Gordien III. Il laisse son frère Priscus pour gouverner en Orient à partir d'Antioche et part pour Rome à la fin de l’été[3].
- Entre le 23 juillet et le 15 août : Philippe le Jeune, fils de Philippe l'Arabe, obtient le titre de César[4].

- Le futur empereur Aurélien, alors tribun de légion, bat les Francs sur le Rhin près de Mayence (Mogontiacum)[5].
- Les Alamans incendient le fort romain de Saletio (Seltz, en Alsace)[6].
- Philippe l'Arabe fait construire la colonie romaine de Philippopolis, aujourd'hui Shahba, en Syrie, dans la province d’où il était originaire[7].
- Beryllus, évêque de Bosra, en Arabie, enseigne que Jésus-Christ n'a pas joui d'une existence particulière avant de paraître parmi les hommes, et qu'il n'a pas d'autre divinité que celle du Père qui est en lui. Origène le convainc de retourner à l'orthodoxie lors du concile d'Arabie en 244[8].

## Décès en 244
- 11 février : Gordien III, empereur romain.